# Autoritratto (Biagio Bellotti)
L'Autoritratto di Biagio Bellotti è un dipinto a olio su tela (97×75 cm) realizzato nel 1784 e conservato presso la Quadreria dell'ospedale di Busto Arsizio.

## Storia
Alla morte dell'autore, avvenuta nel 1789, il dipinto passò in eredità al nipote Giuseppe Candiani, curato che a sua volta, nel 1831, lo lasciò alla Scuola dei Poveri di Busto Arsizio insieme a una somma in denaro destinata alla fondazione di un ospedale nel borgo. Restaurato nel 1927 e successivamente nel 2004, oggi si trova presso l'ufficio del direttore sanitario nell'Ospedale di Circolo di Busto Arsizio e fa parte della Quadreria dei benefattori dell'ospedale di Busto Arsizio. Nel 1991 fu esposto presso il Palazzo Reale di Milano in occasione della mostra Settecento lombardo, mentre a cavallo tra il 2009 e il 2010 fu ospitato nella mostra Dipinti lombardi dal Rinascimento al Barocco presso il Grattacielo Pirelli, l'allora sede della Regione Lombardia.

## Descrizione e stile
Secondo lo storico dell'arte Giuseppe Pacciarotti, questo dipinto sembra voler andare oltre l'autoritratto frontale tradizionale. La presenza di uno specchio nella scena, infatti, permette una triplice proposizione dell'effige dell'artista: a mezzo busto e di spalle, l'artista osserva i propri lineamenti allo specchio, per poi delinearli su una tela ovale.
Appaiono ben evidenti nel dipinto due cartigli, sui quali Bellotti lasciò scritti in lingua latina alcuni aspetti autobiografici per lui molto importanti:

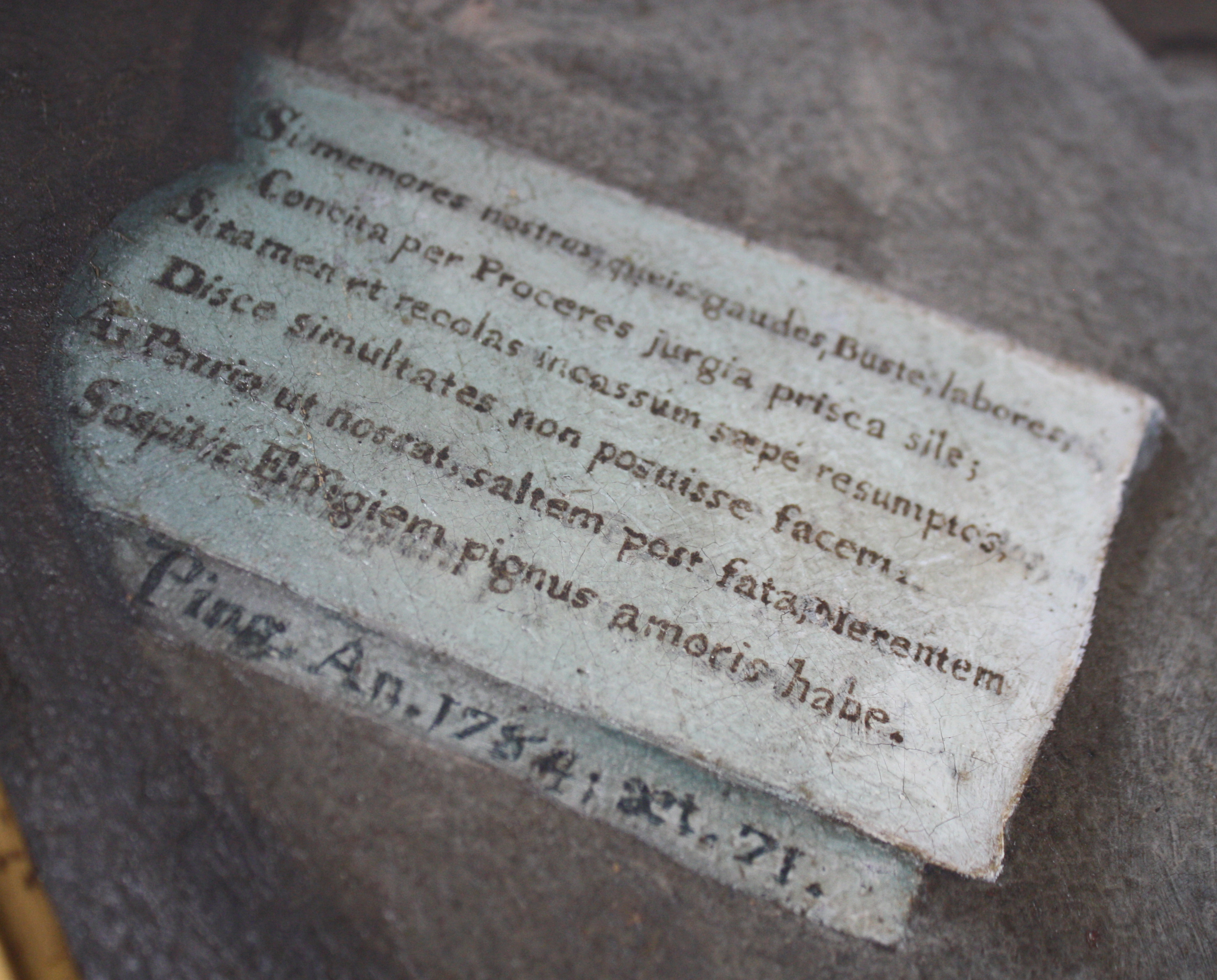
Dettaglio del primo cartiglio

accogli come pegno d'amore il ritratto di me benemerito, comunque sopravvissuto alle disavventure. Dipinse all'età di 71 anni, nell'anno 1784.»

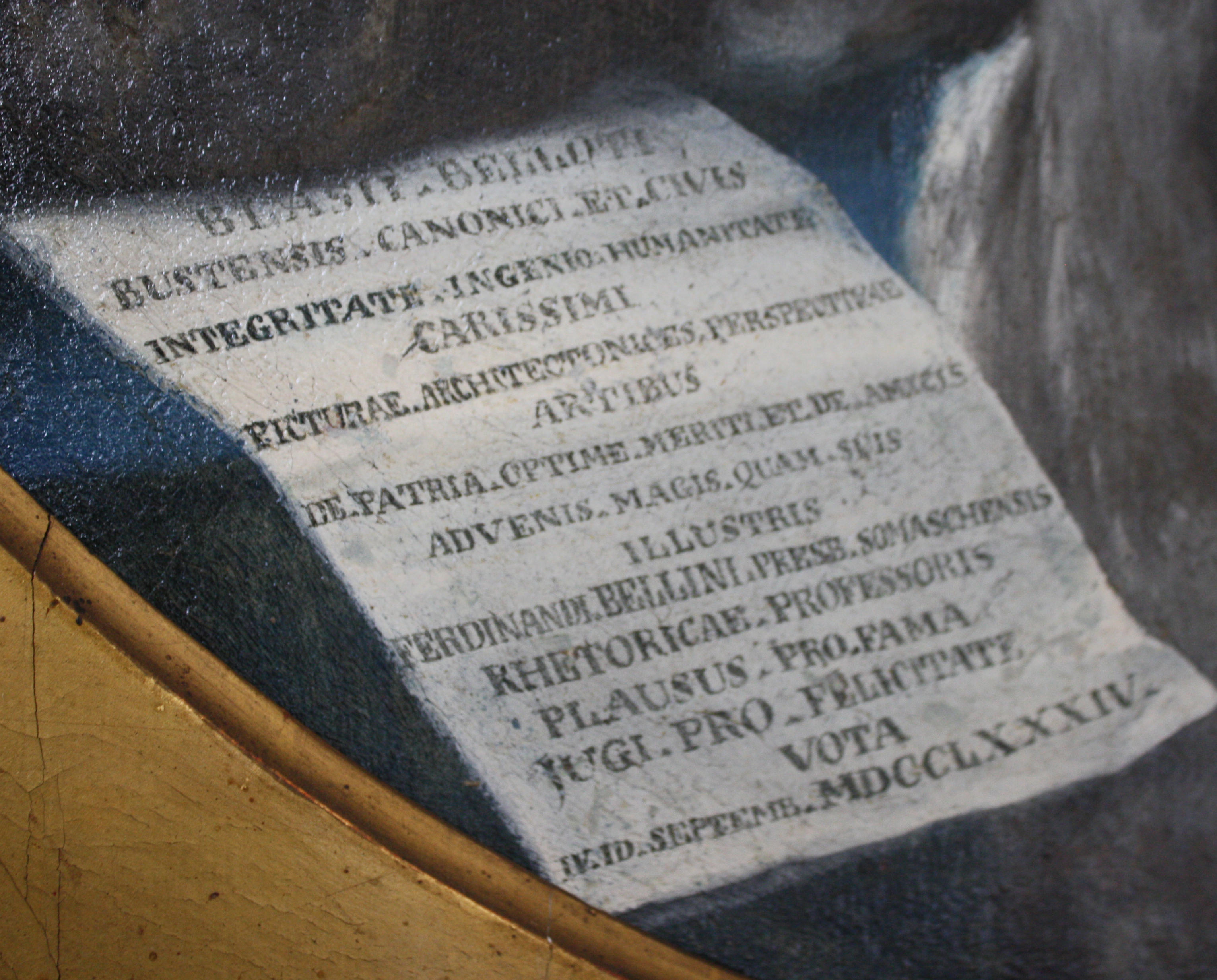
Dettaglio del secondo cartiglio

La tela è inserita in una cornice rettangolare lignea dorata e con decorazioni a rilievo ai quattro angoli che raffigurano le arti a cui Biagio Bellotti si era dedicato nel corso della sua vita.

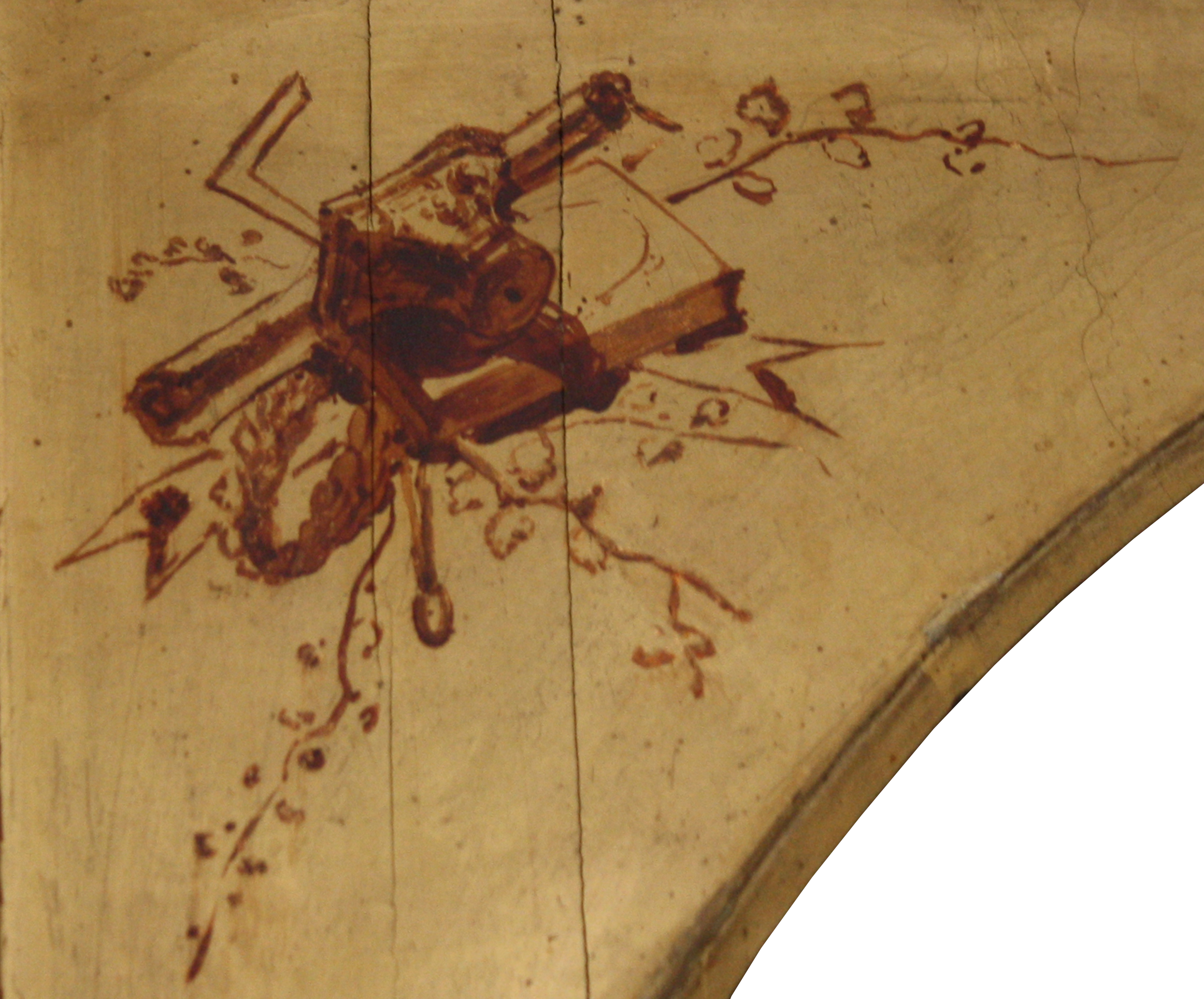
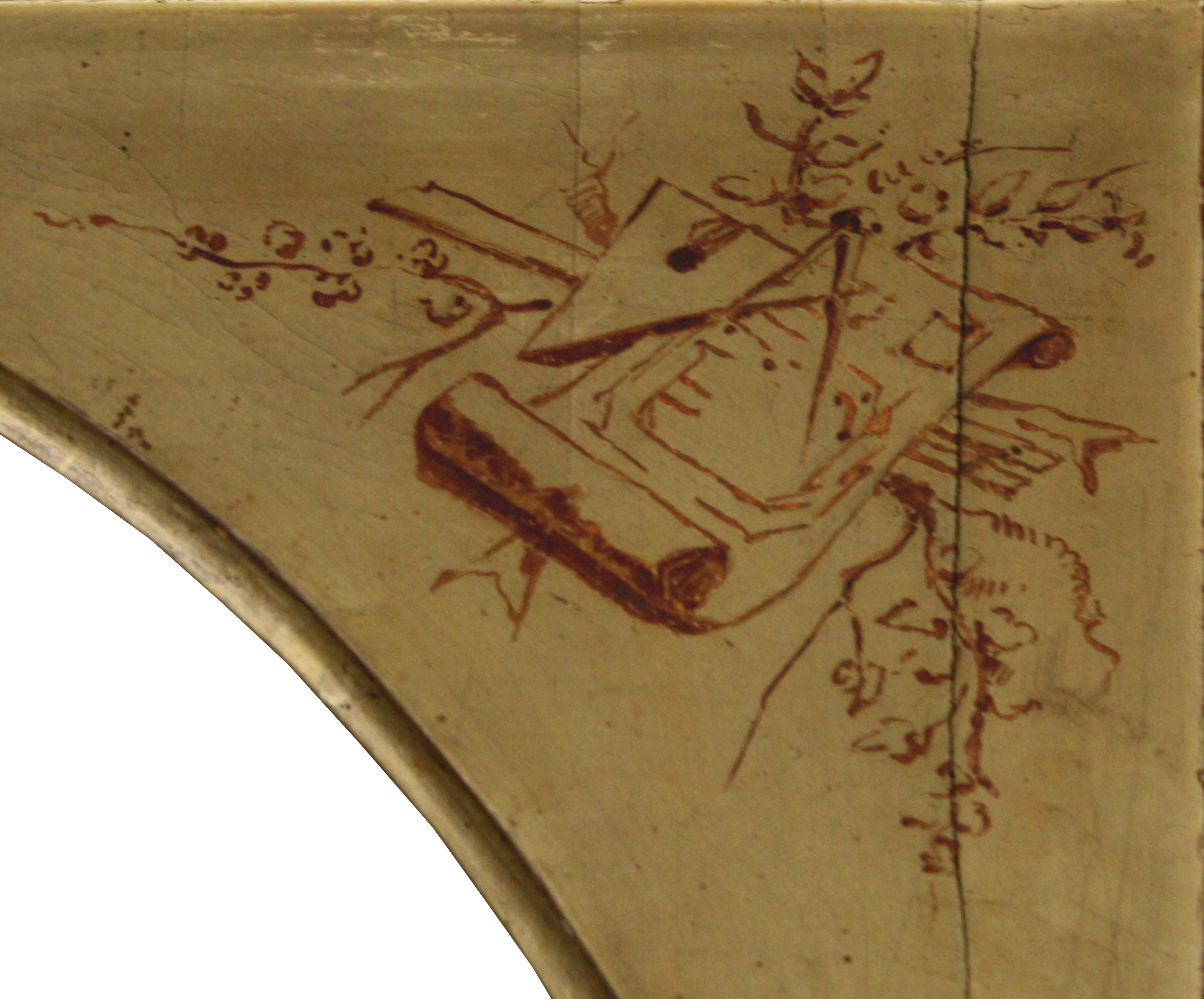
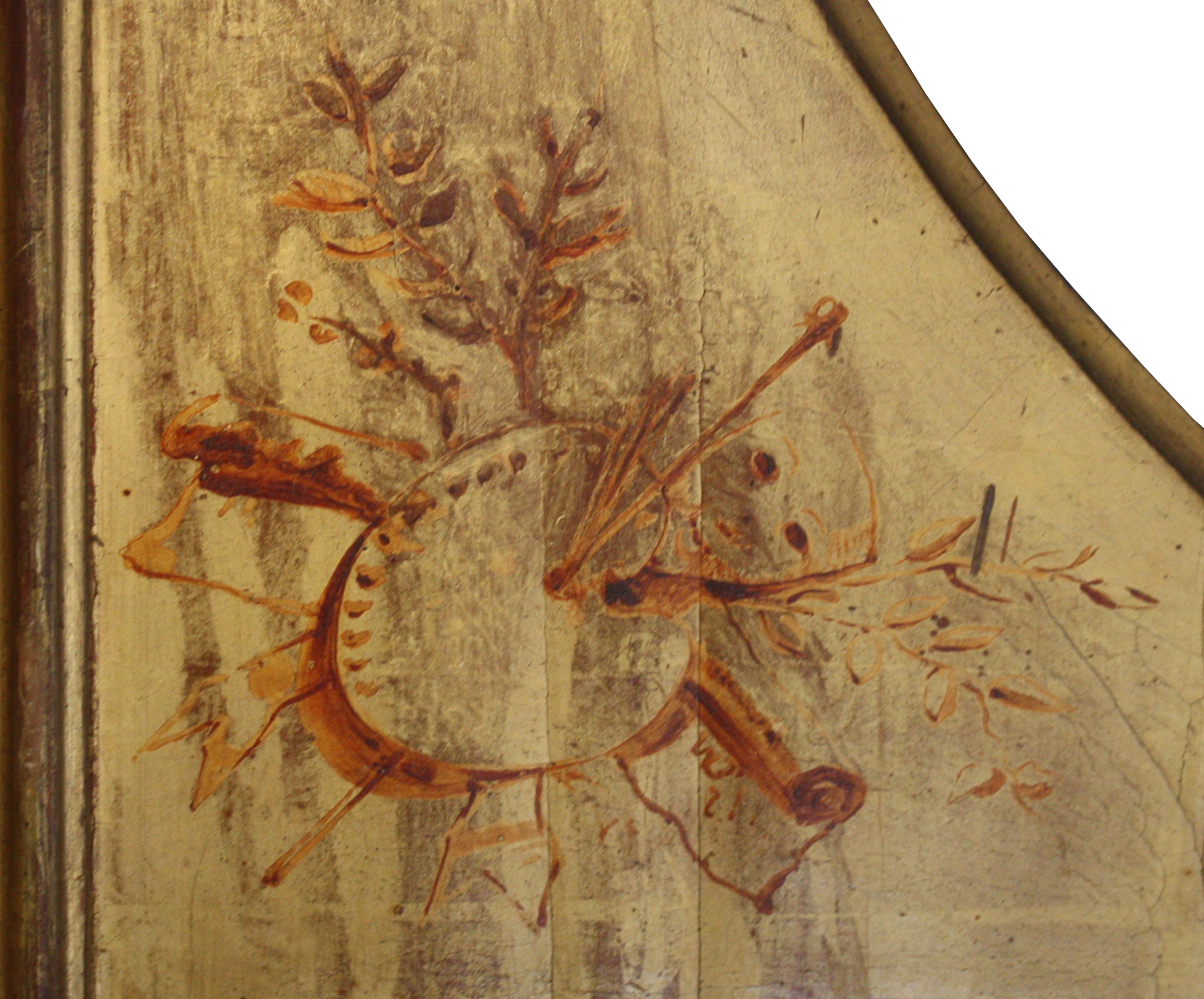
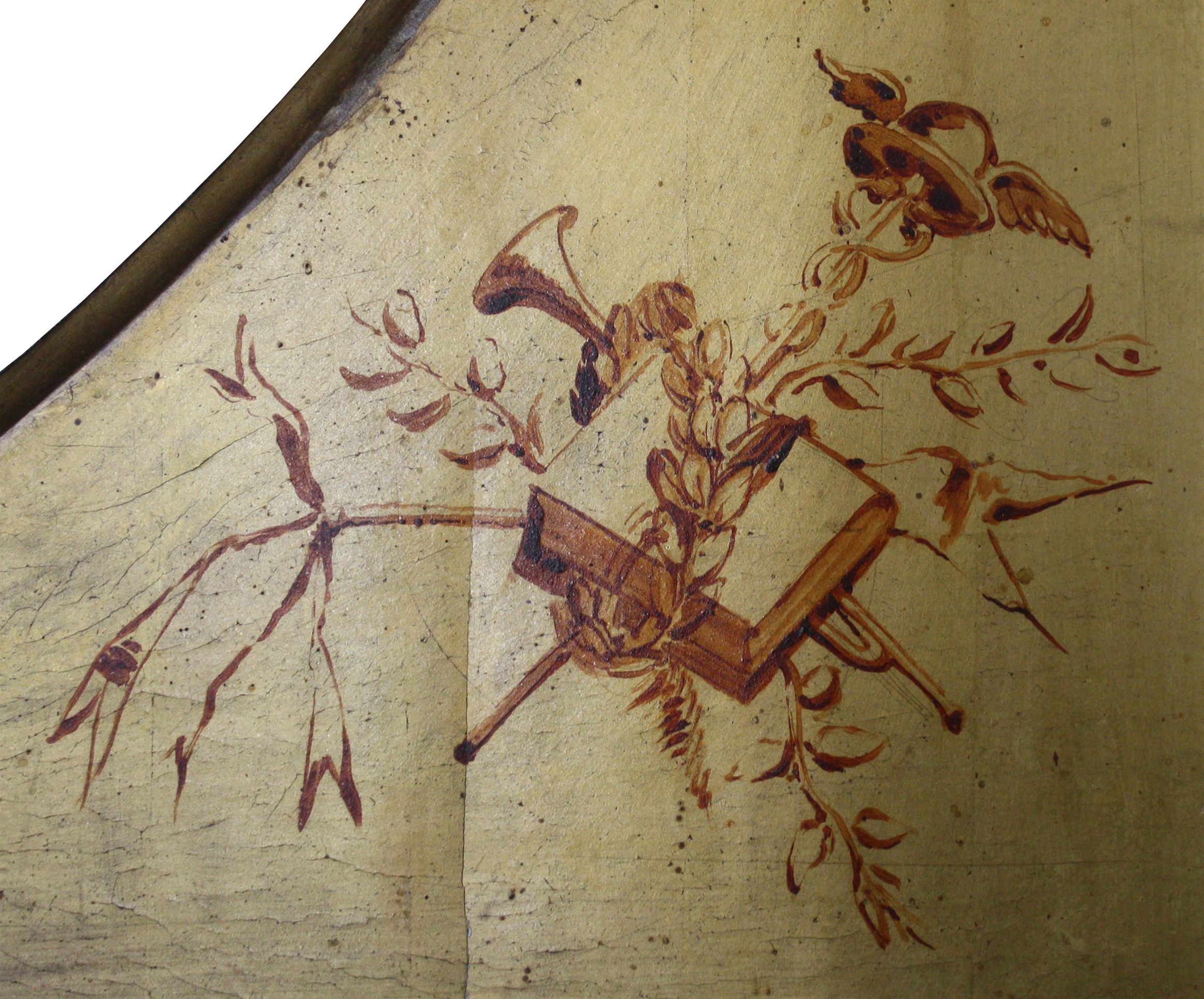